# 장두희
장두희(1967년~)(張斗熙)는 대한민국 KBS의 前 아나운서이다.

## 학력 및 전공
- 경기고등학교 졸업
- 서울대 국문학과 졸업

## 경력
- 1993년 ~ 1998년 : KBS 19기 공채 아나운서
- 미래사업본부 매체사업부장
- KBS미디어 뉴미디어본부장
- 정책기획본부 신사업기획단장

## 방송진행
- <퀴즈로 배웁시다>
- <컴퓨터 퀴즈대결>
- <KBS 뉴스>
- <철인 5종경기>
- <KBS 스포츠뉴스>